# Klubowe Mistrzostwa Świata w piłce siatkowej mężczyzn 2021
Klubowe Mistrzostwa Świata w piłce siatkowej mężczyzn 2021 (oficjalna nazwa 2021 FIVB Men’s Volleyball Club World Championship) – 16. turniej o tytuł klubowego mistrza świata, który odbędzie się w dniach 7–11 grudnia 2021 w Betim, Brazylia, po raz szósty w historii.

## System rozgrywek
Turniej składa się z dwóch rund, w trakcie których rozegrane zostanie 10 meczów.
W fazie grupowej stworzono dwie grupy (A i B) z 4 zespołami w obu grupach. Rywalizacja w grupach odbywa się systemem kołowym. Do fazy pucharowej awansują 2 drużyny z każdej grupy. W fazie finałowej odbędą się półfinały, mecz o 3. miejsce i finał. Pary półfinałowe zostaną stworzone według wzoru:
A1 – B2
B1 – A2.
Przegrani półfinałów zagrają o 3. miejsce, natomiast wygrani zmierzą się w finale. Zwycięzca meczu finałowego zostanie klubowym mistrzem świata.

## Obiekt
| Grupa A i B, Faza finałowa         |
| ---------------------------------- |
| Betim                              |
| Ginasio Poliesportivo Divino Braga |
| Pojemność: 6000                    |
|                                    |

## Drużyny uczestniczące[2]
| Drużyna                | Sposób awansu                                      |
| ---------------------- | -------------------------------------------------- |
| Sada Cruzeiro          | Gospodarz, Klubowy Mistrz Ameryki Południowej 2020 |
| UPCN San Juan Vóley    | Klubowy Wicemistrz Ameryki Południowej 2020        |
| Vôlei Taubaté          | Mistrz Brazylii 2021                               |
| Cucine Lube Civitanova | Mistrz Włoch 2021                                  |
| Itas Trentino          | Finalista Ligi Mistrzów 2020/2021                  |
| Fulad Sirdżan Iranian  | Klubowy Mistrz Azji 2021                           |

Pierwotnie w turnieju zamiast zespołu Cucine Lube Civitanova udział miał wziąć zwycięzca Ligi Mistrzów ZAKSA Kędzierzyn-Koźle. Polska drużyna zrezygnowała z występu w turnieju głównie z powodów logistycznych tj. napiętym grafikiem rozgrywek w PlusLidze oraz Ligi Mistrzów.

## Rozgrywki

### Faza grupowa

#### Grupa A
Tabela
| Lp. | Drużyna                | Mecze | Mecze   | Mecze   | Pkt | Sety | Sety | Sety  | Małe punkty | Małe punkty | Małe punkty |
| Lp. | Drużyna                | M     | W (3:2) | P (2:3) | Pkt | wyg. | prz. | ratio | zdob.       | str.        | ratio       |
| --- | ---------------------- | ----- | ------- | ------- | --- | ---- | ---- | ----- | ----------- | ----------- | ----------- |
| 1   | Cucine Lube Civitanova | 2     | 2 (0)   | 0 (0)   | 6   | 6    | 0    | MAX   | 150         | 111         | 1.351       |
| 2   | Vôlei Taubaté          | 2     | 1 (1)   | 1 (0)   | 2   | 3    | 5    | 0.600 | 166         | 178         | 0.933       |
| 3   | UPCN San Juan Vóley    | 2     | 0 (0)   | 2 (1)   | 1   | 2    | 6    | 0.333 | 156         | 183         | 0.852       |

Źródło: FIVB
Punktacja: 3:0 i 3:1 – 3 pkt; 3:2 – 2 pkt; 2:3 – 1 pkt; 1:3 i 0:3 – 0 pkt
Zasady ustalania kolejności: 1. liczba zwycięstw, 2. liczba punktów, 3. stosunek setów, 4. stosunek małych punktów, 5. bilans w bezpośrednich meczach
Legenda:   awans do półfinału
Wyniki
| Data       | Godz. | Drużyna 1              | Wynik | Drużyna 2           | 1     | 2     | 3     | 4     | 5     | Widzów | *      |
| ---------- | ----- | ---------------------- | ----- | ------------------- | ----- | ----- | ----- | ----- | ----- | ------ | ------ |
| 07.12.2021 | 18:00 | UPCN San Juan Vóley    | 2:3   | Vôlei Taubaté       | 25:21 | 25:22 | 20:25 | 21:25 | 12:15 | 1000   | Raport |
| 08.12.2021 | 17:00 | Cucine Lube Civitanova | 3:0   | UPCN San Juan Vóley | 25:19 | 25:13 | 25:21 |       |       | 500    | Raport |
| 09.12.2021 | 17:00 | Cucine Lube Civitanova | 3:0   | Vôlei Taubaté       | 25:22 | 25:20 | 25:16 |       |       | 1100   | Raport |

#### Grupa B
Tabela
| Lp. | Drużyna               | Mecze | Mecze   | Mecze   | Pkt | Sety | Sety | Sety  | Małe punkty | Małe punkty | Małe punkty |
| Lp. | Drużyna               | M     | W (3:2) | P (2:3) | Pkt | wyg. | prz. | ratio | zdob.       | str.        | ratio       |
| --- | --------------------- | ----- | ------- | ------- | --- | ---- | ---- | ----- | ----------- | ----------- | ----------- |
| 1   | Sada Cruzeiro         | 2     | 2 (0)   | 0 (0)   | 6   | 6    | 0    | MAX   | 150         | 112         | 1.339       |
| 2   | Itas Trentino         | 2     | 1 (0)   | 1 (0)   | 3   | 3    | 3    | 1.000 | 135         | 134         | 1.007       |
| 3   | Fulad Sirdżan Iranian | 2     | 0 (0)   | 2 (0)   | 0   | 0    | 6    | 0.000 | 111         | 150         | 0.740       |

Źródło: FIVB
Punktacja: 3:0 i 3:1 – 3 pkt; 3:2 – 2 pkt; 2:3 – 1 pkt; 1:3 i 0:3 – 0 pkt
Zasady ustalania kolejności: 1. liczba zwycięstw, 2. liczba punktów, 3. stosunek setów, 4. stosunek małych punktów, 5. bilans w bezpośrednich meczach
Legenda:   awans do półfinału
Wyniki
| Data       | Godz. | Drużyna 1             | Wynik | Drużyna 2     | 1     | 2     | 3     | 4 | 5 | Widzów | *      |
| ---------- | ----- | --------------------- | ----- | ------------- | ----- | ----- | ----- | - | - | ------ | ------ |
| 07.12.2021 | 21:30 | Fulad Sirdżan Iranian | 0:3   | Sada Cruzeiro | 20:25 | 16:25 | 16:25 |   |   | 3200   | Raport |
| 08.12.2021 | 20:30 | Fulad Sirdżan Iranian | 0:3   | Itas Trentino | 18:25 | 22:25 | 19:25 |   |   | 1100   | Raport |
| 09.12.2021 | 20:30 | Itas Trentino         | 0:3   | Sada Cruzeiro | 19:25 | 23:25 | 18:25 |   |   | 4400   | Raport |

### Faza finałowa
|  |                        |                        |               |                   |   |                        |                        |       |
|  | Półfinały              | Półfinały              | Półfinały     |                   |   | Finał                  | Finał                  | Finał |
|  | Półfinały              | Półfinały              | Półfinały     |                   |   | Finał                  | Finał                  | Finał |
|  | 10.12                  |                        |               |                   |   |                        |                        |       |
|  |                        |                        |               |                   |   |                        |                        |       |
|  | Cucine Lube Civitanova | Cucine Lube Civitanova | 3             |                   |   |                        |                        |       |
|  | Cucine Lube Civitanova | Cucine Lube Civitanova | 3             | 11.12             |   |                        |                        |       |
|  | Itas Trentino          | Itas Trentino          | 2             |                   |   |                        |                        |       |
|  | Itas Trentino          | Itas Trentino          | 2             |                   |   | Cucine Lube Civitanova | Cucine Lube Civitanova | 0     |
|  | 10.12                  |                        |               |                   |   | Cucine Lube Civitanova | Cucine Lube Civitanova | 0     |
|  |                        |                        | Sada Cruzeiro | Sada Cruzeiro     | 3 |                        |                        |       |
|  | Sada Cruzeiro          | Sada Cruzeiro          | Sada Cruzeiro | Sada Cruzeiro     | 3 | 3                      |                        |       |
|  | Sada Cruzeiro          | Sada Cruzeiro          |               |                   |   |                        |                        |       |
|  | Vôlei Taubaté          | Vôlei Taubaté          | 1             |                   |   |                        |                        |       |
|  | Vôlei Taubaté          | Vôlei Taubaté          | 1             | Mecz o 3. miejsce |   |                        |                        |       |
|  |                        |                        |               |                   |   |                        |                        |       |
|  | 11.12                  |                        |               |                   |   |                        |                        |       |
|  |                        |                        |               |                   |   |                        |                        |       |
|  | Itas Trentino          | Itas Trentino          | 3             |                   |   |                        |                        |       |
|  | Itas Trentino          | Itas Trentino          | 3             |                   |   |                        |                        |       |
|  | Vôlei Taubaté          | Vôlei Taubaté          | 0             |                   |   |                        |                        |       |
|  | Vôlei Taubaté          | Vôlei Taubaté          | 0             |                   |   |                        |                        |       |

#### Półfinały
| Data       | Godz. | Drużyna 1              | Wynik | Drużyna 2     | 1     | 2     | 3     | 4     | 5     | Widzów | *      |
| ---------- | ----- | ---------------------- | ----- | ------------- | ----- | ----- | ----- | ----- | ----- | ------ | ------ |
| 10.12.2021 | 17:00 | Cucine Lube Civitanova | 3:2   | Itas Trentino | 25:20 | 22:25 | 23:25 | 25:20 | 21:19 | 1000   | Raport |
| 10.12.2021 | 20:30 | Vôlei Taubaté          | 1:3   | Sada Cruzeiro | 17:25 | 22:25 | 25:23 | 16:25 |       | 4000   | Raport |

#### Mecz o 3. miejsce
| Data       | Godz. | Drużyna 1     | Wynik | Drużyna 2     | 1     | 2     | 3     | 4 | 5 | Widzów | *      |
| ---------- | ----- | ------------- | ----- | ------------- | ----- | ----- | ----- | - | - | ------ | ------ |
| 11.12.2021 | 17:00 | Itas Trentino | 3:0   | Vôlei Taubaté | 25:18 | 25:18 | 25:18 |   |   | 1500   | Raport |

#### Finał
| Data       | Godz. | Drużyna 1              | Wynik | Drużyna 2     | 1     | 2     | 3     | 4 | 5 | Widzów | *      |
| ---------- | ----- | ---------------------- | ----- | ------------- | ----- | ----- | ----- | - | - | ------ | ------ |
| 11.12.2021 | 20:30 | Cucine Lube Civitanova | 0:3   | Sada Cruzeiro | 17:25 | 22:25 | 23:25 |   |   | 4800   | Raport |

## Nagrody indywidualne
| Najlepszy zawodnik (MVP) | Najlepszy atakujący | Najlepsi środkowi                   | Najlepsi przyjmujący                      | Najlepszy libero | Najlepszy rozgrywający |
| ------------------------ | ------------------- | ----------------------------------- | ----------------------------------------- | ---------------- | ---------------------- |
| Miguel Ángel López       | Wallace de Souza    | Otávio Pinto Roberlandy Simón Aties | Miguel Ángel López Alessandro Michieletto | Fabio Balaso     | Fernando Kreling       |

## Klasyfikacja końcowa
| Miejsce | Drużyna                |
| ------- | ---------------------- |
| złoto   | Sada Cruzeiro          |
| srebro  | Cucine Lube Civitanova |
| brąz    | Itas Trentino          |
| 4.      | Vôlei Taubaté          |
| 5.      | UPCN San Juan Vóley    |
| 6.      | Fulad Sirdżan Iranian  |